# Tørskind grusgrav
Tørskind grusgrav er en skulpturpark på kanten af Vejle Ådal, 4 km nord for Egtved.
Tørskind grusgrav er en tidligere grusgrav, der i årene 1986 til 1991 af Robert Jacobsen og hans elev, franskmanden Jean Clareboudt (de) (1944-97), blev omdannet til en skulpturpark med 9 store værker udført i stål, store sten og træ + betonfundamenter. Skulpturparkens tema er solens gang over himlen i løbet af en dag.
Tørskind grusgrav hører under VejleMuseerne.

## Værker i Tørskind grusgrav
- Jean Clareboudt (stål og store sten)
  - Skrå i bunden
  - Fremspring
  - Opspring
  - Skrå i højden
  - Udsigt
- Robert Jacobsen (stål og træ)
  - Saturns hår
  - Store Tycho Brahe
  - Tørskindmanden
  - Lille Tycho Brahe